# Werner Breitwieser
Werner Breitwieser (* 14. August 1937 in Scharbach) ist ein deutscher Politiker (CDU) und ehemaliger Abgeordneter des Hessischen Landtags.

## Leben
Werner Breitwieser legte 1957 das Abitur ab und studierte am Pädagogischen Institut Jugenheim und an der Technischen Hochschule Darmstadt (Wahlfach Physik). 1961 trat er in den Schuldienst an der Haupt- und Realschule Reichelsheim im Odenwaldkreis ein. 1967 bis 1977 war er Ausbilder am Studienseminar Dieburg und 1977 bis 1989 Rektor an der Eugen-Bachmann-Schule in Wald-Michelbach.

## Politik
Werner Breitwieser ist seit 1967 Mitglied der CDU und dort in verschiedenen Vorstandsämtern aktiv. So ist er seit 1974 stellvertretender Kreisvorsitzender der CDU Bergstraße. Kommunalpolitisch engagierte er sich seit 1972 als Mitglied der Gemeindevertretung Wald-Michelbach, 1972 bis 1981 und seit 1985 als Mitglied des Kreistages Bergstraße. Im Kreistag war er 1977 bis 1981 Vorsitzender des Ausschusses für Schul- und Bildungsfragen sowie 1985 bis 1989 und seit 2001 Kreistagsvorsitzender. 1989 bis 2001 war er Vorsitzender der CDU-Kreistagsfraktion und 1981 bis 1985 ehrenamtliches Mitglied des Kreisausschusses Bergstraße. 
Seit 1989 war Werner Breitwieser Mitglied der Verbandsversammlung des LWV Hessen. 
Am 11. September 1989 rückte er für den Abgeordneten Horst Strecker in den Landtag nach, dem er bis 1999 angehörte. 
2008 wurde Werner Breitwieser mit dem Bundesverdienstkreuz am Bande geehrt. 2014 erhielt er die Alfred-Dregger-Medaille in Silber.